# Chiesa di San Francesco (Betanzos, Spagna)
La chiesa di San Francesco (in spagnolo: iglesia de San Francisco)      è una chiesa cattolica di rito romano che si trova a Betanzos, nella Galizia, in Spagna, e risale al XIII secolo.

## Storia
Le informazioni documentate più antiche sull'edificio religioso di Betanzos, comune a breve distanza da La Coruña, risalgono al 1289, anno nel quale venne acquistato il terreno per la sua costruzione. 

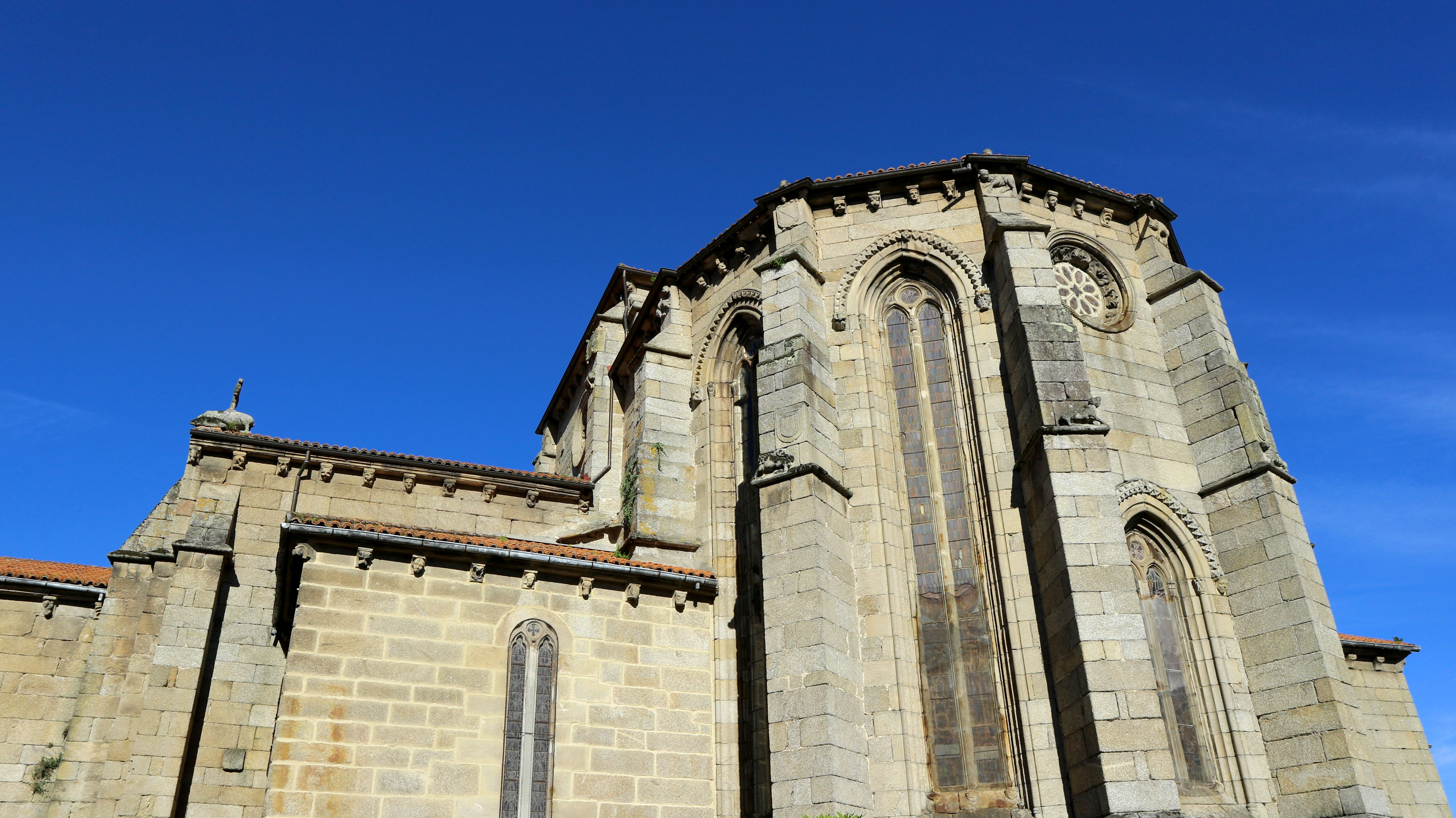
Abside poligonale della chiesa.

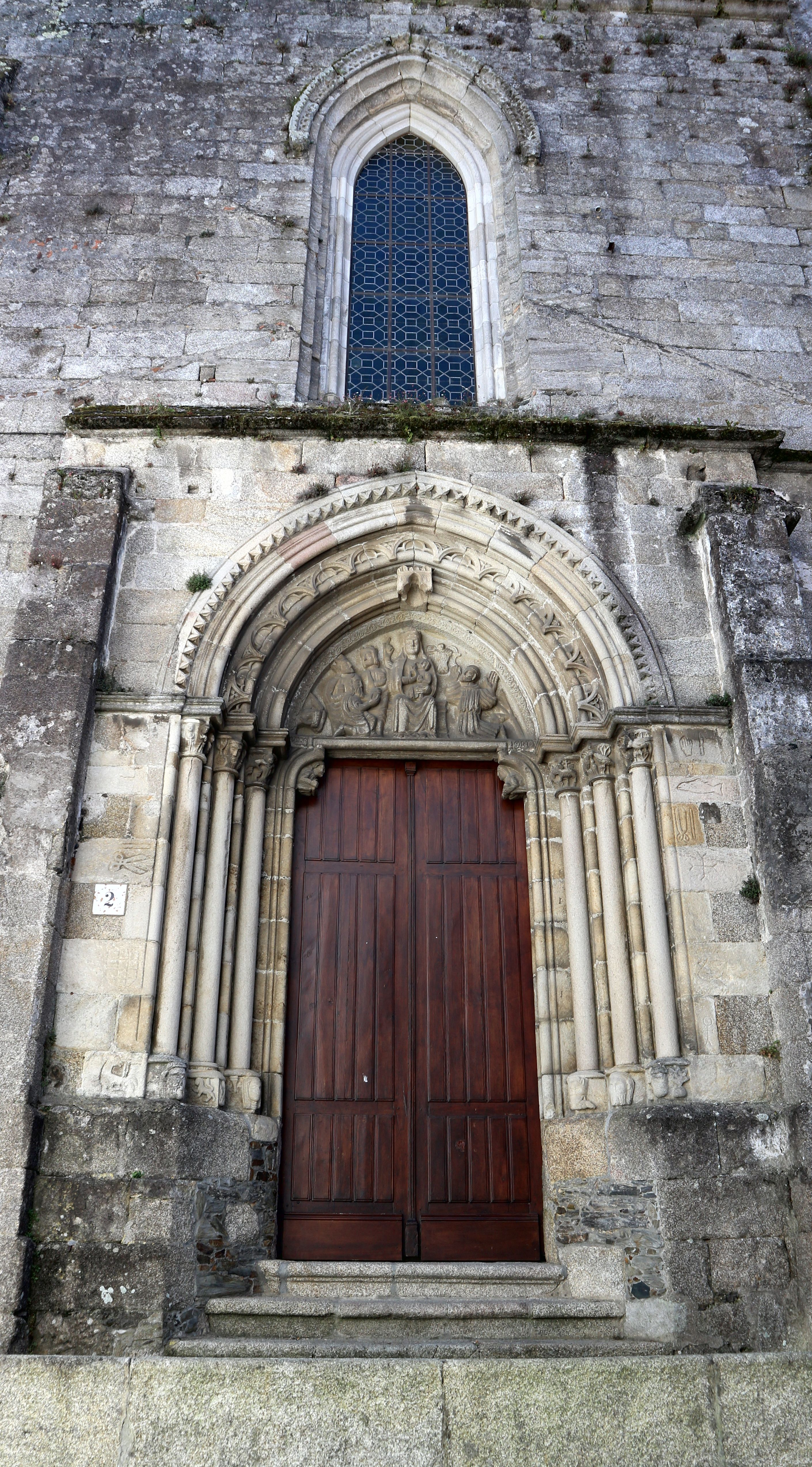
Portale sul prospetto principale della chiesa.

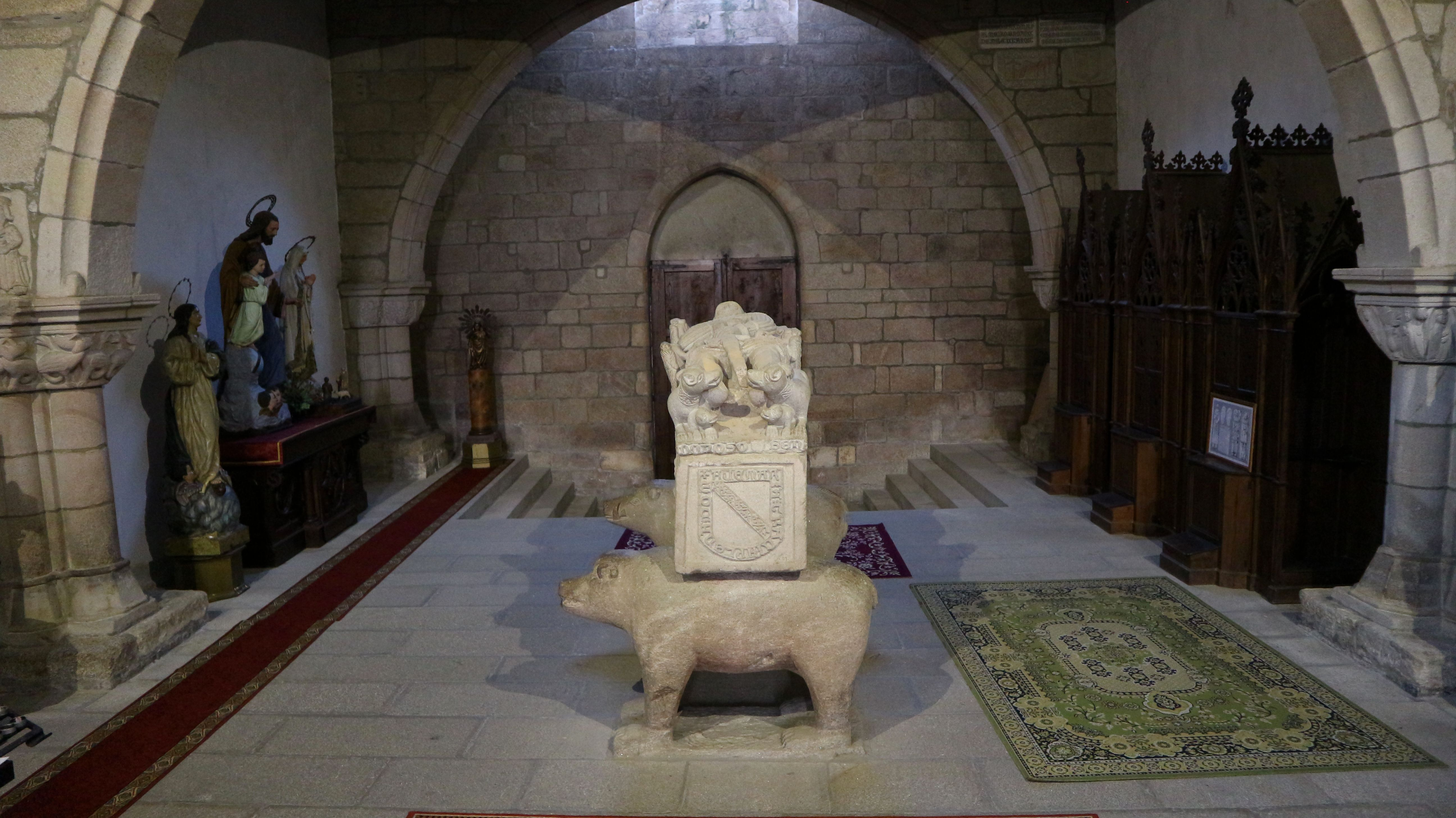
Tomba di Fernán Pérez de Andrade.

Fu la nobile famiglia Andrade a seguirne la sua fondazione e in particolare vi dedicò le sue attenzioni Fernán Pérez de Andrade, scomparso quasi un secolo dopo, nel 1387, e che venne sepolto nella chiesa.

### Monastero di Betanzos
Il convento legato alla chiesa venne citato per la prima volta nel 1334. Circa due secoli dopo, nel 1524, fu sede di un capitolo provinciale. Nel 1565 venne gravemente danneggiato da un incendio che colpì tutto l'abitato di Betanzos e due anni dopo, nel 1567, venne ricostruito e riformato. Venne definitivamente soppresso nel 1835.

## Descrizione

### Esterni
L'abside principale è caratterizzato da bifore ed archi con contrafforti sfalsati e la struttura è ornata da sculture e raffigurazioni con animali come cinghiali e cani, legati al fondatore Fernán Pérez de Andrade.
Il prospetto principale ha un portale gotico con tre coppie di colonne laterali che sorreggono tre archi a sesto acuto. Il timpano è riporta una scultura con l'immagine della Vergine con il Bambino e l'Adorazione dei Re. Viene rappresentato anche san Francesco che riceve su di sé le stimmate.

### Interni
L'interno è a navata unica con pianta a croce latina. L'abside ha base poligonale e le sue pareti sono riccamente decorate con figure di angeli cantori e suonatori.
L'altare maggiore è dedicato al Giudizio Universale.
Nella sala sono presenti numerose sepolture di alcune delle più nobili famiglie spagnole, alcune di queste in cappelle a loro dedicate. La chiesa di San Francesco di Betanzos è il pantheon araldico più importante della Galizia.

## Monumento nazionale e sito di interesse culturale
La chiesa gotica nel centro storico di Betanzos è uno dei più significativi esempi di edificio  dell'ordine mendicante francescano caratterizzato dalla presenza di numerose sepolture, a partire da quella di Fernán Pérez de Andrade (O Boo), tra i più influenti feudatari della regione. Per la sua importanza storica ed architettonica nel 1919 è stato dichiarato monumento nazionale e in seguito è divenuto anche sito di interesse culturale.